# FK Ústí nad Labem
Der FK Ústí nad Labem ist ein tschechischer Fußballverein aus dem nordböhmischen Ústí nad Labem. Der Verein spielte 1952 als ZSJ Armaturka Ústí nad Labem und 1958/59 als Spartak Ústí nad Labem in der 1. Tschechoslowakischen Liga. In der Saison 2010/11 spielte die Mannschaft nach dem Aufstieg aus der 2. Liga erstmals nach über 50 Jahren wieder erstklassig.

## Vereinsgeschichte
Der Verein wurde 1945 als SK Ústí nad Labem gegründet. Er knüpft an einen 1927 gegründeten Verein an. 1952 stieg der Klub unter dem Namen Armaturka Ústí nad Labem als einer der Halbfinalisten des Tschechoslowakischen Pokals in die 1. Liga auf. Als Tabellendreizehnter wäre die Mannschaft sportlich in die 2. Liga abgestiegen, wurde aber aufgrund einer Reorganisation nur in die 3. Liga eingeteilt. Die Rückkehr in die 2. Liga gelang Spartak 1956, in der Spielzeit 1957/58 feierte die Mannschaft den Durchmarsch in die 1. Liga. Dort wurde Ústí mit 20 Punkten aus 26 Spielen Tabellenletzter und stieg ab.
In den nächsten Jahrzehnten pendelte Spartak zwischen zweiter und dritter Liga. Aus dieser wurde der Klub in der Saison 1989/90 aufgrund einer Korruptionsaffäre ausgeschlossen. 1993 kehrte die Mannschaft zurück und stieg sogleich in die 2. tschechische Liga auf. Vier Jahre später konnte der Verein die Saison aus finanziellen Gründen nicht zu Ende spielen und wurde ausgeschlossen. In der Saison 1998/99 war der FK GGS Arma Ústí nad Labem ohne Herrenmannschaft. Diese Problematik löste man 1999 durch die Fusion mit dem Sechstligisten FK NRC Všebořice.
Zwei Jahre später entstand das Projekt eines Städtischen Fußballklubs unter der Bezeichnung MFK Ústí nad Labem. 2003 stieg das Team in die ČFL (3. Liga) auf, 2004 in die 2. Liga. Dort erreichte Ústí 2006 den dritten Platz und verpasste den Aufstieg in die Gambrinus Liga um sechs Punkte. Der Aufstieg in die höchste Spielklasse des Landes gelang in der Saison 2009/10, in der Ústí vor allem dank einer überragenden Hinrunde Vizemeister der 2. Liga wurde. In der Saison 2010/11 trug Ústí seine Heimspiele in der Gambrinus Liga im unweiten Teplice, genauer im Stadion Na Stínadlech aus, da das eigene Stadion nicht den Erfordernissen der 1. Liga entspricht. Nach einer durchwachsenen Saison stieg die Mannschaft allerdings nach einem Jahr als Tabellenletzter wieder ab. Im darauffolgenden Jahr gelang allerdings als Tabellen-Erster der Zweiten Liga die Meisterschaft; aufsteigen durfte man aufgrund des nicht vorhandenen Erstliga-Stadions nicht. Auch ein erneutes Ausweichen z. B. nach Chomutov oder Teplice wurde nicht erlaubt, weil man bereits zum letzten Aufstieg an die Bedingung gebunden war, dass ein neues (Erstliga-gerechtes) Stadion entstehen muss. Als Nachzügler wurde der Viertplatzierte FC Zbrojovka Brünn benannt.
Zum Saisonende 2021/22 stieg man in die drittklassige Česká fotbalová liga ab. Im Juli 2023 änderte man den Vereinsnamen aufgrund eines Sponsorings in FK VIAGEM Ústí nad Labem. Zeitgleich wurde das Vereinswappen modernisiert.

### Ligazugehörigkeit
- I. Liga: 1952, 1958/59, 2010/11
- II. Liga: 1950, 1951, 1957/58, 1959/60–1963/64, 1968/69–1971/72, 1973/1974, 1974/75–1980/81, 1984/85, 1987/88–1988/89, 1994/95–1997/98, 2004/05–2009/10, 2011/12–2021/22
- III. Liga: 1953–1956, 1964/65–1967/68, 1972/73, 1981/82–1983/84, 1985/86–1986/87, 1989/90, 1993/94, 2003/04, seit 2022/23

## Trainer
- František Plass (1993–1994)
- Zdeněk Ščasný (1996)
- Přemysl Bičovský (2012–2013)
- David Jarolím (2021–)

## Spieler
- Jan Beneš (1992–2005)

## Vereinsnamen
- 1945 SK Ústí nad Labem
- 1947 SK Slavia Ústí nad Labem

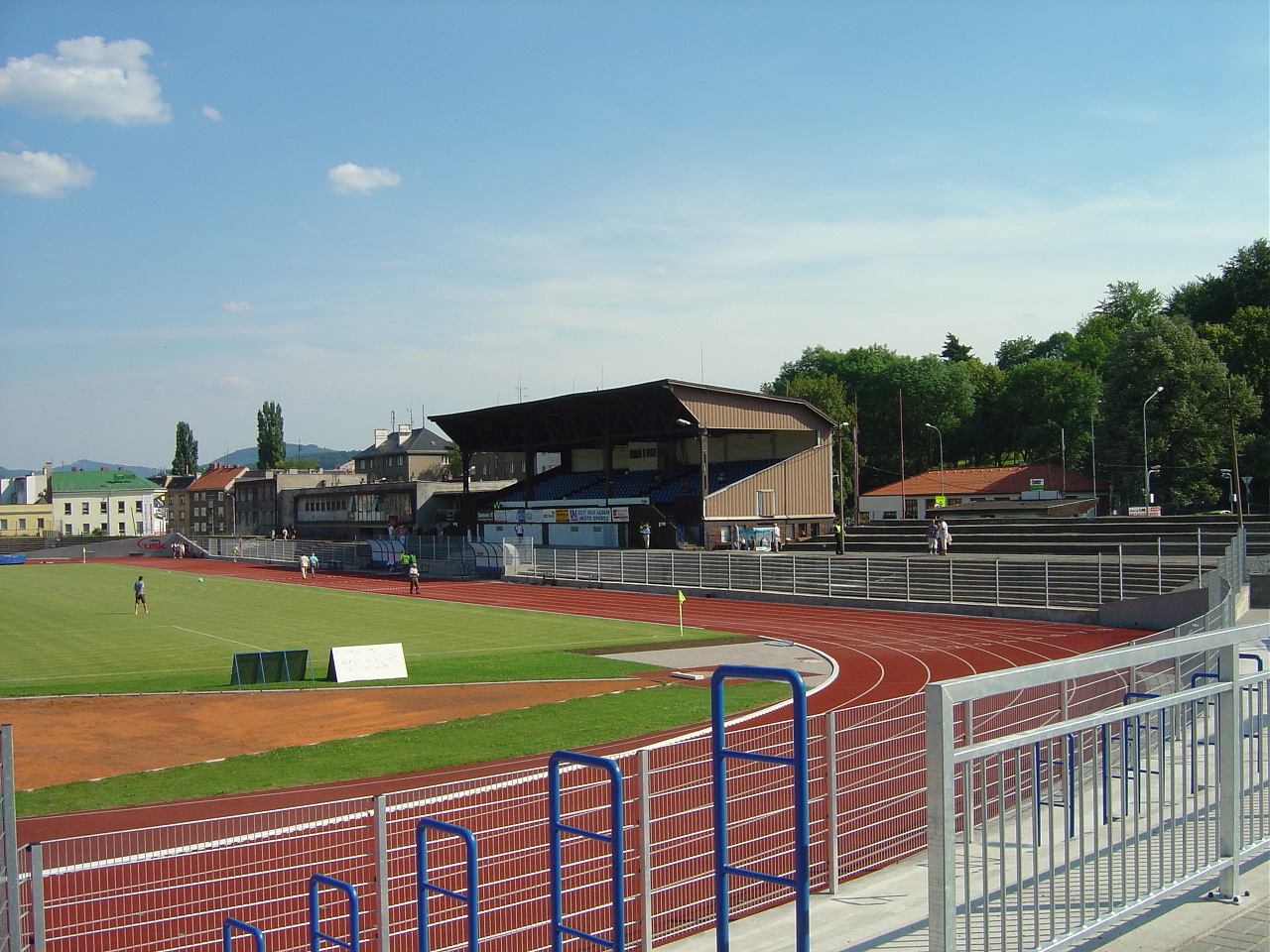
Městský Stadion Ústí nad Labem, Heimspielstätte des FK Ústí nad Labem

- 1949 Sokol Armaturka Ústí nad Labem
- 1950 ZSJ Armaturka Ústí nad Labem
- 1953 DSO Spartak Ústí nad Labem
- 1962 TJ Spartak Ústí nad Labem
- 1977 TJ Spartak Armaturka Ústí nad Labem
- 1983 TJ Spartak PS Ústí nad Labem
- 1984 TJ Spartak VHJ PS Ústí nad Labem
- 1991 FK Armaturka Ústí nad Labem
- 1994 FK GGS Arma Ústí nad Labem
- 1999 Fusion mit FK NRC Všebořice
- 2001 MFK Ústí nad Labem
- 2006 FK Ústí nad Labem